# Fiestas de San Gil
Las Fiestas de San Gil es una fiesta de carácter religioso y festivo que se celebra el primer fin de semana de septiembre en Enguera, un municipio de la provincia de Valencia (España). 

## Historia
El origen de esta fiesta única es inexacto, aunque hay constancia de esta por primera vez en 1862, año en el cual la revista "El Museo Universal” registra una grabación en el que se reproduce la bendición del hinojo en la iglesia arciprestal de Enguera, en esta se pueden ver a un numeroso grupo de fieles, especialmente niños, sosteniendo manojos de hinojo mientras reciben la bendición sacerdotal. 
El 1 de septiembre de 1881 marca un hito en esta tradición, al bendecirse y presidir por primera vez la fiesta con una pequeña imagen del santo, tallada en madera por el joven Isidoro Garnelo Fillol. Años más tarde, ya desaparecida la imagen original, fue reemplazada en 1960 por una nueva talla donada por el niño Paris Palop Jorge.  
En sus Apuntes históricos de la villa de Enguera (manuscrito fechado en 1908), Don Pedro Sucías señalaba: “Costumbre tan inveterada no sabemos de dónde trae su origen; pero es lo cierto que en el Ritual Romano se encuentra, entre otras fórmulas, la bendición del hinojo”.
La devoción a San Gil está ligada a la figura de un ermitaño griego que habría vivido entre los siglos VI y VII. Fue muy venerado por su carácter compasivo y protector. Se le atribuían milagros, como el de la cierva que protegió de unos cazadores a costa de ser herido por una flecha, o el de los tres lirios que florecieron en un terreno yermo, símbolo de la virginidad de María. Considerado el "abogado de los pecadores", se creía que podía interceder eficazmente por el perdón, siempre que hubiese arrepentimiento sincero. Además de ser patrón de los pobres y tullidos, también se le invocaba para proteger contra enfermedades como la epilepsia —conocida en la tradición como el “mal de San Gil”—, y para alejar el miedo infantil nocturno. Su culto se extendió por toda Europa, siendo especialmente popular en Francia, pero también en países como Inglaterra, Escocia, Austria y Polonia. Suele representarse como un anacoreta, acompañado de una cierva, un lirio, una flecha clavada y, en ocasiones, una filacteria con un mensaje celestial.  
La fiesta solo se ha dejado de celebrar durante la Guerra Civil y la pandemia Covid-19.

## Descripción
La fiesta comienza con los niños, junto a sus familiares, recogiendo el hinojo en los campos, caminos e incluso en las orillas de la carretera de la localidad para elaborar cruces, porras, ramos y una variedad de figuras que representan diferentes imágenes, conocidos como "sangiles". Cada niño debe utilizar su creatividad e ingenio añadiendo papelitos de colores, banderitas o flores a sus ramos para competir por el  más original. Los más mayores también participan elaborando manojos más grandes intentando superar en el tamaño del año anterior, al igual que los niños de corta edad, a los que sus padres crean para ellos pequeños ramos. El hinojo, planta utilizada ya por romanos y árabes como recurso medicinal, es una planta herbácea muy común en el campo y gracias a la amplia extensión agrícola y forestal de Enguera es muy fácil de encontrar.
El 1 de septiembre la población que participa acude a la Plaza de la Iglesia, donde se encuentra la  Iglesia Parroquial de San Miguel Arcángel, allí alzan sus "sangiles" para recibir el agua bendita como bendición del cura parróco. A continuación tiene lugar la procesión hasta el Convento donde tiene lugar la entrega de premios, así como actividades variadas donde las asociaciones, los comercios y la población local adquieren importancia.

## Costumbres
Desde 2013, a la vez que la Fiesta de San Gil, el ayuntamiento de Enguera organiza también la "Feria de San Gil", con fin de dar a conocer los atractivos turísticos, artesanales, comerciales, gastronómicos y tradicionales de la localidad. Durante la Feria de San Gil también tienen lugar esa misma semana las Ferias de Turismo y de Artesanía, en estas tiene lugar el encuentro de bolilleras, mujeres que realizan una técnica de encaje textil llamada encaje de bolillos, esta consiste en entretejer hilos que inicialmente están enrollados en bobinas, llamadas bolillos, para así poder manejarlos mejor. Entre los elementos de diseño que realizan hay manteles, cortinas y tapetes.  

## Reconocimientos
El 23 de mayo de 2015 las Fiestas de San Gil fue reconocida como Fiesta de Interés Turístico Autonómico de la Comunitat Valenciana por la Conselleria de Economía, Industria, Turismo y Empleo. 